# Shamar Joseph
Shamar Joseph (* 31. August 1999) ist ein guyanischer Cricketspieler, der seit 2024 für das West Indies Cricket Team spielt.

## Aktive Karriere
Joseph arbeitet zunächst im Sicherheitsbereich um seine Familie zu unterstützen. Durch harte Arbeit schaffte er es dann nach Georgetown. Sein First-Class-Debüt für Guyana gab er dann in der Saison 2023/24. Mit den Guyana Amazon Warriors konnte er im September die Caribbean Premier League 2023 gewinnen. Bei der Tour in Australien im Januar 2024 wurde er für die Test-Serie nominiert. Dort erzielte er im ersten Test 5 Wickets für 94 Runs. Im zweiten Test verletzte er sich am Zeh, spielte jedoch weiter. Im zweiten Innings gelang es ihm mit 7 Wickets für 68 Runs die niedrige Vorgabe zu verteidigen, wofür er als Spieler des Spiels und der Serie ausgezeichnet wurde. Daraufhin erhielt er einen Vertrag mit den Lucknow Super Giants für die Indian Premier League 2024, tat sich dort jedoch schwer. Dennoch wurde er kurz darauf für den ICC Men’s T20 World Cup 2024 nominiert.